# Ophir Planum
Ophir Planum és una formació geològica de tipus planum a la superfície de Mart, localitzada amb el sistema de coordenades planetocèntriques a -3.08 latitud N i 306.99 ° longitud E, que fa 642.24 km de diàmetre. El nom va ser aprovat per la UAI l'any 1973 i fa referència a una característica d'albedo.